# أنديرة غارية الأوراق
أنديرة غارية الأوراق (الاسم العلمي:Andira laurifolia) هي نوع من النباتات تتبع جنس الأنديرة من الفصيلة البقولية.